# アンドロゲン不応症
アンドロゲン不応症（アンドロゲンふおうしょう）（英: Androgen Insensitivity Syndrome、略称:AIS）は、性分化疾患の原因となる疾患のひとつ。

## 概要
男性仮性半陰陽に分類される。
男性ホルモン（アンドロゲン）を分泌できるものの、アンドロゲン受容体が働いていないためアンドロゲンの全部または一部を感知できず、男性への性分化に障害が生じる。アンドロゲン作用不全の程度によって大きく3種の表現型に分類され、完全型（complete androgen insensitivity syndrome,  CAIS）、不全型（partial androgen insensitivity syndrome, PAIS）、軽症型（mild androgen insensitivity syndrome, MAIS）がある。 
文献によってはCAISと不全型の女性に近いタイプを「完全型」（不全型を特に区別する場合は「不完全型」）、不全型の残りと軽症型をまとめて「部分型」としているものもある。

## 原因
人間の生殖器は胎生6週頃までミュラー管とウォルフ管の両方があり、正常の男性では精巣からミューラー管退縮物質（MIS）とアンドロゲンの仲間のジヒドロステロン（DHT）が分泌され、ミュラー管は退縮、ウォルフ管は逆に発達して精巣上体や精管になり、外性器も生殖結節や生殖隆起が陰茎や陰嚢に変化するが、アンドロゲン不応症では通常、性染色体としてXY型（男性型）を持っており、SRY遺伝子も保有するので精巣形成・MISとDHT分泌までは起こるが、アンドロゲン受容体に異常があるのでDHTの影響を受けるウォルフ管の分化障害や陰嚢や陰茎などの外性器の形成に異常が起きる。なお、全くアンドロゲンに反応していないCAISであってもMISの受容体は正常に機能しているのでミュラー管は退縮してしまい、これが起源の子宮・卵管・膣上部（約2/3）は存在しない。
なお、アンドロゲン受容体をつかさどる遺伝子はX染色体上にある（Xq11-q12）のでこの異常は伴性遺伝するが、本症の発症者は不妊になるので、発症者は必ず「保因者である母からの遺伝」もしくは「新生突然変異」のどちらかになる。

## 検査
アンドロゲン不応症診断について。
アンドロゲン不応症の推定診断の根拠としては以下のような所見が含まれる。
- 性器以外に異常がないこと。
- 形成不全のない精巣。
- ミュラー管由来器官の欠如もしくは形成不全（卵管、子宮、頚管の欠如）と短い膣の存在。
- 出生時の外性器の不全男性化。
- 思春期時の精子形成不全や身体の男性化不全。

確定的な診断には以下の検査所見が必要とされる。
- 染色体検査で46,XYの核型。
- 精巣による正常もしくは亢進したテストステロン合成、ならびに正常なテストステロンからジヒドロテストステロンへの変換。
（ここでいう「正常」は「男性ホルモンが正常男性並みの濃度」の意味[8]。）
- 下垂体による正常もしくは亢進した卵胞ホルモン合成。
（エストラジオールが正常男性より高数値、性腺刺激ホルモン（LH、FSH双方）濃度も高い[8]。 ）
- 性器皮膚線維芽細胞でのアンドロゲン結合能の低下もしくは欠如。
- CAISの場合には（PAISにはあてはまらない）、生後0-3か月の血中LHとテストステロンの一過性上昇。

男性に近い外見の場合は以下の所見も診断する。
- 超音波や造影検査で確認された前立腺やウォルフ管由来器官の形成不全。
- 蛋白同化ステロイド、スタノゾロールに対する性ホルモン結合グロブリン（SHBG）低下反応の不良。
- 生後1年間や思春期発来後の抗ミュラー管因子の高値。

女性型の外見の場合は46,XYであることや子宮がなく精巣があるなどではっきり分かるが、男性よりの外見の場合、前述の特徴は当然なので当人だけ調べても分かりにくいことがあり、この場合罹患した家族がいてX連鎖性遺伝に合致するかという家族歴を調べる。

## 症例
アンドロゲンに全く反応していないCAISと、少しは反応しているPAIS・MAISとでは表現型が異なる。 
AIS表現型の分類
| 型             | 外性器              | 所見 |
| -------------- | ------------------- | --- |
| 完全型（CAIS） | 女性 （精巣女性化） | ウォルフ管由来器官の欠如や低形成。 停留精巣。 短い盲端の膣。 恥毛、腋毛は薄いか欠如。 女性化乳房 （外見もほとんどごく普通の女性であるので厳密には「乳房発育は正常の女性と同様である」という方が近い。） 皮下脂肪沈着も正常の女性同様に起きる。 脳もアンドロゲンの影響を受けないため、正常の女性と同様に発達すると考えられている、 すなわち性のアイデンティティーや指向は影響されない。 |
| 不全型（PAIS） | 女性に近い          | 基本的にCAISに準じる。 陰核肥大と（部分的な）陰唇癒合。 尿道口と膣口の別個の開口または尿生殖洞。 |
| 不全型（PAIS） | 不明瞭              | 大きさが1cm未満の陰核様小陰茎。 大陰唇様の二分陰嚢。 会陰陰嚢尿道下裂または尿生殖洞。 精巣は下降している場合と停留の場合の双方がありうる。 思春期の女性化乳房。 恥毛の量は通常中等度で顔面、体幹の体毛、腋毛はしばしば少ない。 |
| 不全型（PAIS） | 男性に近い          | 単純（陰茎）または重症（会陰）尿道下裂正常大の陰茎と下降した睾丸を伴う尿道下裂 または小陰茎，二分陰嚢，下降もしくは停留睾丸を伴う重症尿道下裂 。 思春期の女性化乳房。 ほぼ全例に精子形成不全 。 恥毛の量は通常中等度で顔面、体幹の体毛、腋毛はしばしば少ない。 |
| 軽症型（MAIS） | 男性 （男性化不全） | 精子形成不全（見られない場合もある）。 思春期男性化不全。 思春期の女性化乳房。 |

外見が女性に近い場合でも、身長は女性としては高身長（平均値は正常男性より少し低い）。
外見が男性型の場合は髭が生えることもあるが正常な男性に比べると薄い、腋毛も同様で陰毛は女性型。
CAISとPAISの女性に近い型では出生時に発覚することはほとんどなく、通常の女児として養育され、思春期に原発性無月経や鼠径ヘルニア（停留精巣が鼠径部腫瘤として気がつかれる）で発見されることが多い。
PAISの残りとMAISは大部分が男性として養育されることが多い。
AISの型がCAIS・PAIS・MAISいずれであっても、男性・女性どちらとしても生殖能力はなく、精巣はあっても精子形成がされない（MAISの一部を除く）、また卵巣や子宮もないので妊娠も不可能である。

## 頻度
「他に異常がなく、鼠径あるいは腹部に組織学的に正常な睾丸が確認された女性の数。」からCAISは10万人中2～5人程度と推測されている。PAISも少なくとも同程度だがMAISはよく分かっていない
別の資料ではCAISと外性器が女性型のPAISの合計（精巣性女性化症候群）が出生男児20000～64000人に1人で、うちPAIS（原文は「不完全型」）がこのうち約10％というものもある。

## 治療
アンドロゲン不応症に限らず、性分化疾患の患者に対する遺伝カウンセリングは性というものはアイデンティティに深くかかわるため、本人の一生にとって大きな位置を占める。（話す内容も1人1人異なる）。いつどの程度まで罹患者本人に告げるかは統一された見解はないが「医療上必要な事（例として性腺機能不全でホルモン補充が必要な場合は「あなたは性腺機能不全である」という情報など）」は本人に話す必要がある。
また、家族や専門家、他の罹患者からのサポートが得られないような状況で診断を隠されたり自分で診断に気づいたりするよりも、しっかりした環境で全般的な診断や情報の提供をするほうが望ましい。
CAIS
アンドロゲン不応症に限らず停留精巣は悪性腫瘍化しやすいとされるので、思春期以降女性化が完了後に停留精巣を摘出する事が一般的に行われる。
停留精巣が何らかの理由で不具合を生じて思春期以前に摘出してしまった場合は思春期発来と女性化の維持、そして骨粗鬆症を予防するためにエストロゲン補充が必要となる。
完全型（CAIS）ではPAISに比べて性腺腫瘍の率が低くCAISでは最も早期に発見された悪性腫瘍でも14歳のケースなので、PAISは性腺摘出や放射線などの治療が推奨されるのに対し、生検などによる経過観察も推奨される。
膣が極端に短い場合は性交疼痛症を避けるために拡張術を行うが、CAISでは必要な人はほとんどいない。
PAIS（女性に近い外性器を示す場合）
思春期に進行する陰核肥大による心理的不快を避けるため，性腺摘出術の意義があることを除けば，問題はCAISの場合と同様である。
PAIS（不明瞭もしくは男性に近い外性器を示す場合）
不明瞭型の場合は性別をどちらにするか細心の注意を払って早めに決定する。
男性として育てることを選ぶ場合は思春期のアンドロジェン反応性を期待して薬理学的量のアンドロジェン投与を試みる。（陰茎の成長が再建手術を容易にする副次効果もある）また、手術で尿道下裂などがある場合は修復を行い、精巣固定術などを行う、思春期の女性化乳房に対しては乳房形成術を行う。
精巣摘出に関しては陰嚢内にある場合はリスクが中間レベルと比較的低いので即摘出ではなく生検と放射線が推奨される。
女性として育てるが、思春期以降に性腺摘出を行う場合にはエストロゲンとアンドロゲン両者の補充療法が必要となる
MAIS
思春期の女性化乳房に対しては乳房形成術を行う。

## 別名
完全型（PAISの女性型含む）は精巣（性）女性化症（候群）、睾丸（性）女性化症（候群）（Testicular feminization syndrome）、部分型はライフェンスタイン症候群（Reifenstein syndrome）とも呼ばれた。ただし最近はほとんど用いられてない。